# Simiyu (regio)
Simiyu is een van de 31 regio's van Tanzania, gelegen in het noorden van het land met een oppervlakte van 23.807 km² en meer dan anderhalf miljoen inwoners (2012). De regionale hoofdstad is Bariadi. De regio kwam in 2012 tot stand.
Simiyu grenst aan het Victoriameer. Het Nationaal Park Serengeti ligt deels in de regio.

## Districten
De regio is onderverdeeld in vijf districten:
- Bariadi (district)
- Busega (district)
- Itilima (district)
- Maswa (district)
- Meatu (district)

## Economie
De voornaamste economische activiteit in Simiyu is de landbouw waarin ongeveer 80% van de bevolking is tewerkgesteld. De voornaamste landbouwproducten bestemd voor de handel zijn katoen, pindanoten en zonnebloempitten. Verder is de veeteelt belangrijk, met anderhalf miljoen runderen en ook geiten en schapen. In het district Busega, aan de oevers van het Victoriameer, is ook visverwerking belangrijk.